# Mottolino
Mottolino è un comprensorio sciistico del paese di Livigno, in Alta Valtellina. In inverno è sede di uno snowpark che ospita aree per il divertimento e due rifugi, mentre in estate è un bike park con nove percorsi di difficoltà diverse.

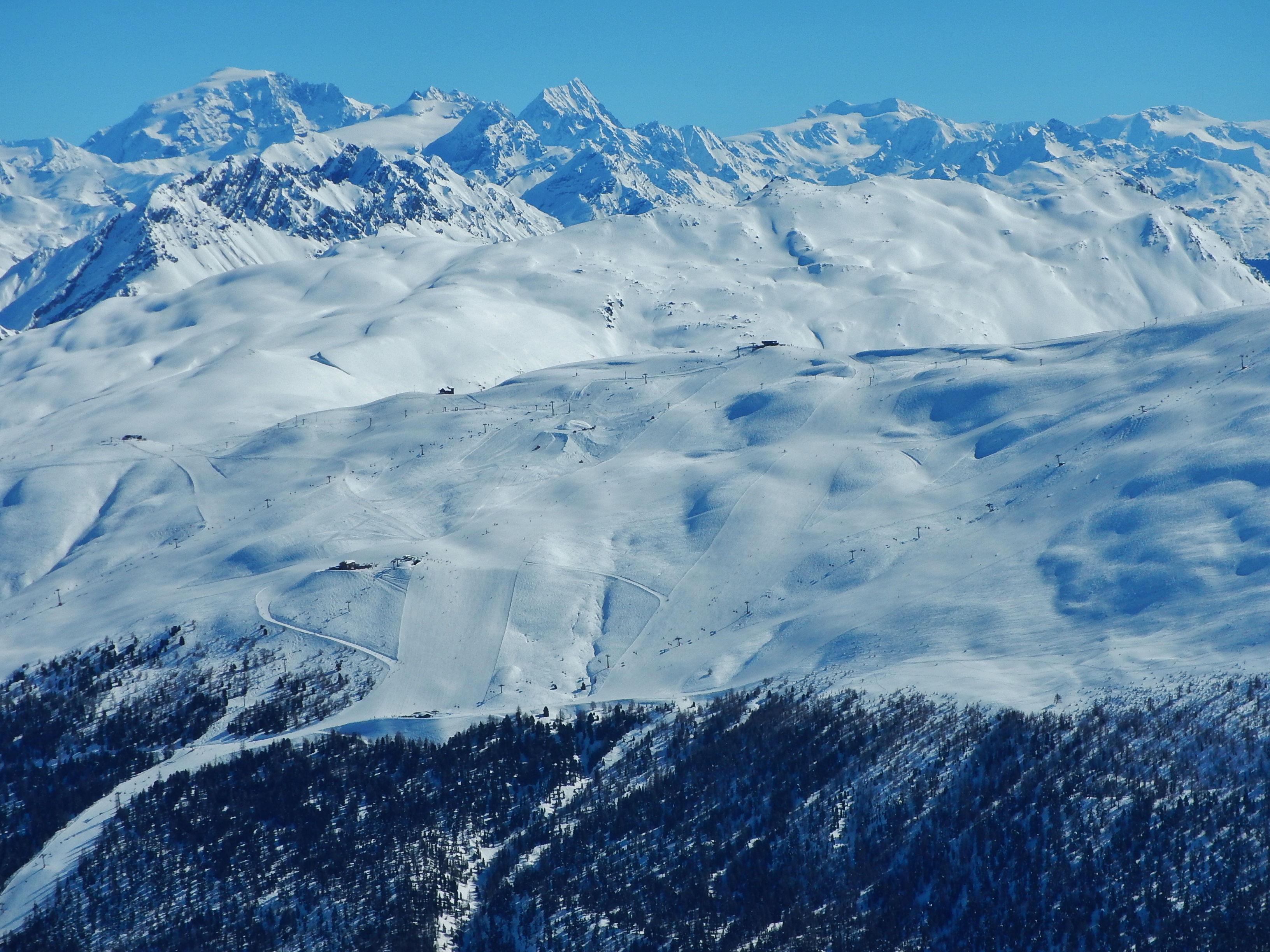

La prima realizzazione di impianti di risalita venne realizzata nel 1958 dalla società Livitur della Famiglia Quadrio Curzio. Negli anni si sono tenuti eventi che hanno avuto ospiti quali Elisa, 883, Luciano Ligabue. Vi si sono anche tenuti i Mondiali di Bike del 2005, e nel 2026 ospiterà  le gare di Freestyle e Snowboard dei XXV Giochi olimpici invernali.